# كريستيان روس
كريستيان روس (بالنرويجية: Christian Meyer Ross)‏ (و. 1843 – 1904 م) هو رسام نرويجي، توفي في روما، عن عمر يناهز 61 عاماً.